# 小谷亜希子
小谷 亜希子（こたに あきこ、1977年2月8日 - ）は元モデル･タレント。「ミス日本」の第31回（1999年度）『ミス水着』受賞。広島県廿日市市（生まれた当時は佐伯郡廿日市町）出身、身長170cm、血液型A型。本名: 米山 亜希子（よねやま あきこ）。

## 来歴
1999年に、地元広島県の自動車会社マツダ株式会社に勤めていたところ、ミス日本ミス水着に選ばれ上京し、モデル活動を始める。2000年にはサントリーモルツ生ビール キャンペーンガールに選ばれる。
その後NTTドコモ 「P-in」「スーパードッチーモ」のCM、噂の!東京マガジンにアシスタントとして出演、タレント活動を開始。2003年にテレビ朝日系の昼の番組内にてエスビー食品の生コマーシャルに出演していた。
2005年10月8日、当時東京ヴェルディ1969に所属していたサッカー選手の米山篤志（元サッカー日本代表DF）と結婚。2009年9月10日に第1子（長男）が誕生。

## 出演番組

### テレビ
- 噂の!東京マガジン（TBS系、2001年1月-2002年12月司会アシスタント担当）

### CM
- エスビー食品
- NTTドコモ